# Amédée Frugier-Puyboyer
Pour les articles homonymes, voir Frugier.
Amédée Frugier-Puyboyer est un homme politique français né le 14 avril 1839 à Cussac (Haute-Vienne) et décédé le 29 janvier 1893 à Cussac.

## Biographie
Grand propriétaire terrien, fils et petit-fils de médecin, il est maire de Cussac, dans l'arrondissement de Rochechouart.
Député de la Haute-Vienne de 1890 à 1893, il est élu lors d'une élection partielle et décédé quelques semaines avant la fin de la législature.

## Sources
- « Amédée Frugier-Puyboyer », dans le Dictionnaire des parlementaires français (1889-1940), sous la direction de Jean Jolly, PUF, 1960 [détail de l’édition]